# 로킷헬스케어
주식회사 로킷헬스케어(영어: Rokit Healthcare)는 대한민국의 바이오 헬스케어 기업이다.

## 역사
2012년 유석환 대표이사가 2007년부터 2012년까지 셀트리온헬스케어의 대표를 지내다 창업하였다.
2021년 코스닥 기술특례상장을 위한 기술성평가 기관에서 각각 BBB 등급을 받아 임상 데이터를 입증할 논문 등 객관적인 자료가 부족해 불합격한 적이 있으며 2024년 1월 평가기관으로 2곳으로부터 각각 A, A등급을 획득해 요건을 충족하였으며 2025년 5월 12일에 주관사를 SK증권으로 공모가 11,000원에 코스닥 시장에 상장하였다.